# Египћанин (филм)
Египћанин (енгл. The Egyptian), америчка историјска драма снимљена 1954. године, у режији Мајкла Кертиза и продукцији 20th Century Fox.

## Тема
Филм је заснован на истоименом историјском роману финског писца Мике Валтарија из 1945, који је инспирисан староегипатском Причом о Синухеу. Радња се дешава се у време фараона Ехнатона (1353—1336. п. н. е) и приказује фараонову неуспелу верску реформу и грађански рат у Египту на крају његове владавине, који се завршава државним ударом и уздизањем генерала Хоремхаба за новог фараона. Догађаји су приказани из перспективе дворског лекара Синухеа, Ехнатоновог полубрата који је замењен на рођењу.